# Armand-Jacques-Achille Leroy de Saint-Arnaud

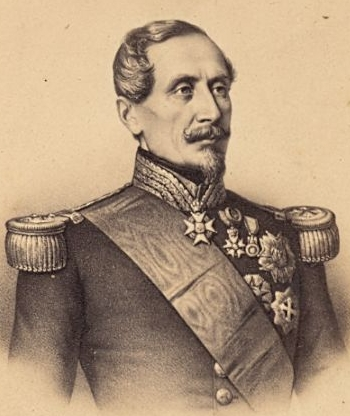
Armand-Jacques-Achille Leroy de Saint-Arnaud

Armand-Jacques-Achille Leroy de Saint-Arnaud (* 20. August 1796 in Bordeaux; † 29. September 1854 im Schwarzen Meer an Bord der Bertholet) war ein französischer Staatsmann, Marschall von Frankreich und Oberbefehlshaber im Krimkrieg.

## Leben
Saint-Arnaud, geboren als Sohn eines Advokaten, trat 1815 in die Leibgarde Ludwigs XVIII. ein, schied aber 1822 aus dem französischen Heer aus, um am griechischen Freiheitskampf teilzunehmen, und wurde erst 1831 wieder in den französischen Dienst aufgenommen.
Als Ordonnanzoffizier Marschall Bugeauds geleitete er 1832 Maria-Carolina von Bourbon-Sizilien, die Herzogin von Berry, nach Palermo und wurde 1837 zur Fremdenlegion nach Afrika versetzt. Hier erwarb er sich den Ruf eines tapferen, umsichtigen und wohlunterrichteten, aber auch zu Gewalttaten und Erpressungen neigenden Offiziers, wurde in demselben Jahr Capitaine, 1840 Chef de bataillon, 1844 Colonel und Kommandeur der Subdivision Orléansville und 1847 Général de brigade.
Bei Ausbruch der Februarrevolution 1848 zufällig auf Urlaub in Paris anwesend, erhielt er das Kommando einer Brigade, mit der er erfolgreich gegen die Barrikaden kämpfte. Nach seiner Rückkehr nach Afrika erhielt er dann 1850 das Kommando der damaligen Provinz Constantine.
Abenteuerlustig und hoch verschuldet, hoffte Saint-Arnaud durch den Prinz-Präsidenten Louis-Napoléon emporzukommen. Er schloss sich daher diesem eng an und wurde 1851 mit dem Kommando der zweiten Division der Armee von Paris betraut. Im Oktober 1851 setzte Napoleon ein Kabinett ein, welches hauptsächlich dazu diente, mit der Ernennung Saint-Arnauds die Einführung eines ergebenen Helfers zu kaschieren. Am 26. Oktober 1851 wurde Saint-Arnaud deshalb zum Kriegsminister ernannt. Mit Energie und großer Umsicht leitete er die Vorbereitungen zum Staatsstreich vom 2. Dezember 1851 und die Durchführung desselben. Am 2. Dezember 1852 wurde Saint-Arnaud zum Marschall von Frankreich und später auch zum Großstallmeister des Kaisers (Grand Ecuyer de l'Empereur) ernannt.
Obwohl Saint-Arnaud seit längerer Zeit krank war, wurde er 1854 zum Oberbefehlshaber der verbündeten Armee im Krimkrieg ernannt. Er leitete die Expedition auf die Krim und am 14. September die Landung bei Jewpatorija. Nach Schwierigkeiten bei der Koordination des Angriffs der Alliierten zwischen ihm und dem britischen Oberbefehlshaber Lord Raglan konnte er in der Schlacht an der Alma einen Sieg gegen die russische Armee erringen. Am 9. Oktober begannen die alliierten Truppen mit der Einschließung Sewastopols. Bereits kurz nach dem Sieg an der Alma musste Saint-Arnaud wegen seiner Erkrankung an der Cholera den Oberbefehl an General Canrobert abgeben. Er starb drei Tage danach, am 29. September 1854 an Bord der Bertholet, die ihn nach Frankreich zurückbringen sollte. Napoléon III. ließ ihn im Caveau des Gouverneurs der Cathédrale Saint-Louis-des-Invalides in Paris beisetzen.

## Sonstiges
Die von seinem Bruder herausgegebenen „Lettres du maréchal de Saint-Arnaud“ (2. Aufl., Paris 1864, 2 Bde.) geben über Marschall Saint-Arnaud interessante Aufschlüsse.
Karl Marx zeichnet in einem Artikel für die New-York Daily Tribune Nr. 4114 vom 24. Juni 1854 kein freundliches Bild seines Charakters.
Nach ihm sind zwei Orte in Australien und Neuseeland benannt.